# Nông Trang
Nông Trang là một phường thuộc thành phố Việt Trì, tỉnh Phú Thọ, Việt Nam.
Phường Nông Trang có diện tích 1,93 km², dân số năm 1999 là 12.681 người, mật độ dân số đạt 6.570 người/km².

## Đình Nông Trang
Đình Nông Trang thờ Đinh Tiên Hoàng, vị Hoàng đế đã về đây chiêu mộ nhân dân Phong Châu - Phú Thọ ngày nay dẹp loạn 12 sứ quân và giành thắng lợi ở thế kỷ thứ X. Địa bàn Nông Trang cũng như cả thành phố Việt Trì và phía đông tỉnh Phú Thọ xưa thuộc vùng kiểm soát của sứ quân Kiều Công Hãn, nửa phía tây thuộc lãnh địa của sứ quân Kiều Thuận. Năm 967, Đinh Bộ Lĩnh đã về đây đánh dẹp sứ hai quân này và được người dân địa phương ủng hộ. Chiến tranh kết thúc năm 968, Đinh Bộ Lĩnh lên ngôi Hoàng đế. Đinh Tiên Hoàng đã khẳng định được nền độc lập, tự chủ của đất nước bằng cách xưng đế, đặt tên nước riêng, đặt niên hiệu riêng. Thắng lợi của ông đã tạo tiền đề cho cuộc kháng chiến chống Tống của Lê Hoàn thắng lợi và các triều đại Lý, Trần, Lê, Nguyễn về sau xây dựng một nhà nước phong kiến tập quyền, độc lập, tự chủ.
Lễ hội đình Nông Trang được tổ chức thường xuyên mỗi năm một lần vào ngày mùng 8 tháng Giêng (âm lịch). Hàng năm tại đình Nông Trang diễn ra các kỳ tế lễ sau:
- Ngày 7 và mùng 8 tháng Giêng (âm lịch) lễ đăng quang lên làm vua của Đinh Tiên Hoàng.
- Ngày 5 tháng năm (âm lịch) kỷ niệm ngày sinh của Đinh Tiên Hoàng
- Ngày 8 tháng 10 (âm lịch) ngày mất (hoá) của Đinh Tiên Hoàng.